# Obvious (canción de Westlife)
"Obvious" es una canción por Westlife, lanzada como el tercer sencillo de su cuarto álbum, Turnaround.

## Listado
1. Obvious (Single Mix)
2. I'm Missing Loving You
3. To Be With You (En vivo desde The Greatest Hits Tour)
4. Obvious (Video)
5. Obvious (Making Of The Video)

1. Obvious (Single Mix)
2. Westlife Hits Medley (Flying Without Wings / My Love / Mandy)

## Posiciones en las listas
| Lista                       | Mejor posición |
| --------------------------- | -------------- |
| Alemania, Airplay Chart     | 29             |
| Alemania, Singles Chart     | 39             |
| Austria, Singles Chart      | 63             |
| Dinamarca, Singles Chart    | 7              |
| Países Bajos, Singles Chart | 44             |
| Europa, Singles Chart       | 9              |
| Irlanda Singles Chart       | 2              |
| Suecia, Singles Chart       | 25             |
| Suiza Singles Chart         | 69             |
| R.U., Singles Chart         | 3              |
| R.U., Radio Airplay Chart   | 11             |

## Versiones
Anthony Callea, quién fue competidor de American Idol en el 2004, grabó una versión de ésat canción para su álbum debut, Anthony Callea en el 2005.